# La Cieneguilla, Veracruz
La Cieneguilla är en ort i Mexiko.   Den ligger i kommunen Mariano Escobedo och delstaten Veracruz, i den sydöstra delen av landet, 210 km öster om huvudstaden Mexico City. La Cieneguilla ligger 2 818 meter över havet och antalet invånare är 231.
Terrängen runt La Cieneguilla är bergig norrut, men söderut är den kuperad. Runt La Cieneguilla är det ganska tätbefolkat, med 199 invånare per kvadratkilometer. Närmaste större samhälle är Orizaba, 17,4 km sydost om La Cieneguilla. I omgivningarna runt La Cieneguilla växer huvudsakligen savannskog.